# Luidji
Luidji Jordan Alexis, noto semplicemente come Luidji, (Villiers-le-Bel, 22 gennaio 1991), è un rapper e cantante francese di origine haitiana.

## Biografia
Luidji Jordan Alexis è nato a Villiers-le-Bel, nel dipartimento della Val-d'Oise, da genitori di origine haitiana. Cresce ad Aubervilliers e La Courneuve, prima di frequentare le scuole medie e superiori a Issy-les-Moulineaux.

## Carriera
Luidji comincia a scrivere testi all'età di circa 15 anni, e registra le sue prime canzoni su consiglio del fratello, anch'egli cantante, pubblicandole su Skyblog e condividendole su Facebook.
Dopo aver pubblicato il mixtape Freshness nel 2009, a cui fa seguito l'EP Deux mille douze nel 2012, Luidji firma per l'etichetta indipendente Wagram Music, per cui pubblica tra il 2014 e il 2015 gli EP Station 999 e Mécaniques des fluides. Nel 2017 lascia la label, fondando la Foufoune Palace Records.
Tra il 2017 e il 2018 pubblica svariati singoli, che precedono il suo primo album in studio Tristesse Business: saison 1, uscito il 26 aprile 2019. La canzone Vent d'hiver, contenuta del disco, viene utilizzata nella serie televisiva statunitense Ballers, diffusa su HBO. Dopo l'uscita dell'EP di cinque tracce Boscolo Exedra nell'ottobre 2020, Luidji prende una pausa dalla musica, che dura fino al 2022.
Il 22 giugno 2023 viene reso disponibile il suo secondo album in studio, dal titolo Saison 00, che riscuote un buon successo, anche grazie alla piattaforma TikTok.

## Discografia

### Album in studio
- 2019 – Tristesse Business: saison 1
- 2023 – Saison 00

### Mixtape
- 2009 – Freshness

### EP
- 2012 – Deux mille douze
- 2014 – Station 999
- 2015 – Mécanique des fluides
- 2015 – Foufoune Palace #1
- 2020 – Boscolo Exedra